# Kaufhaus des Westens

Logo

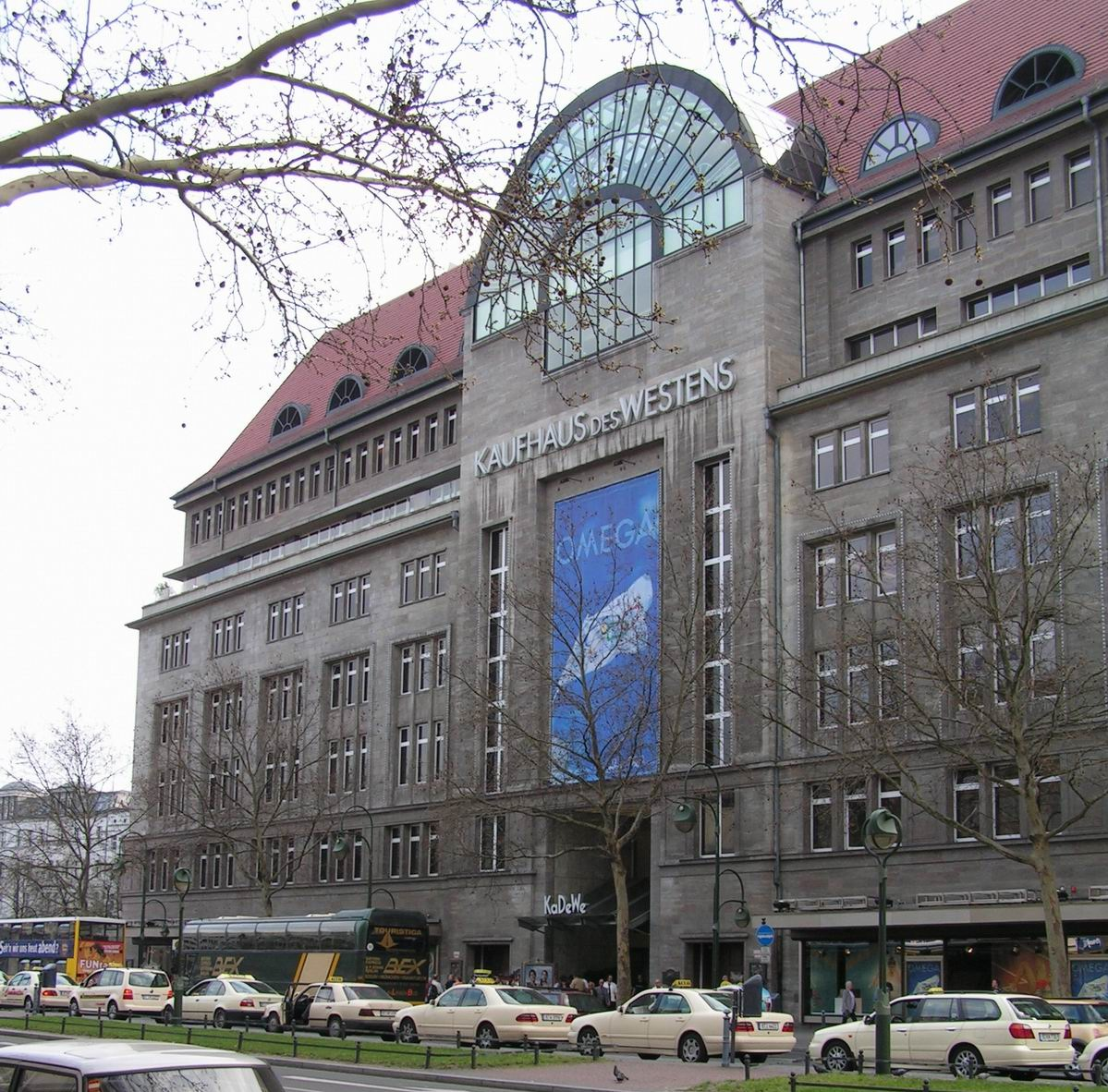
Fachada principal en la Tauentzienstraße.

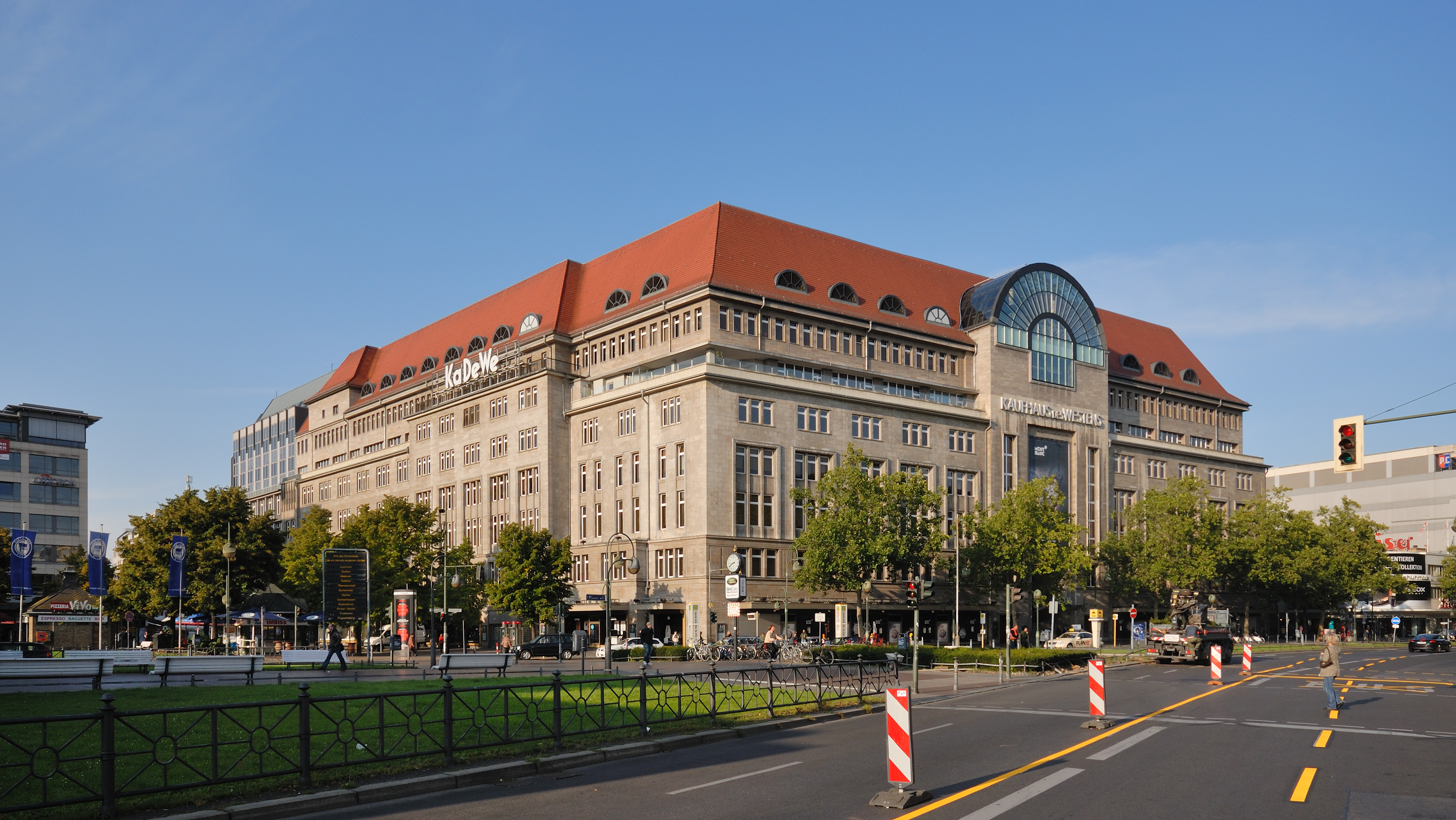

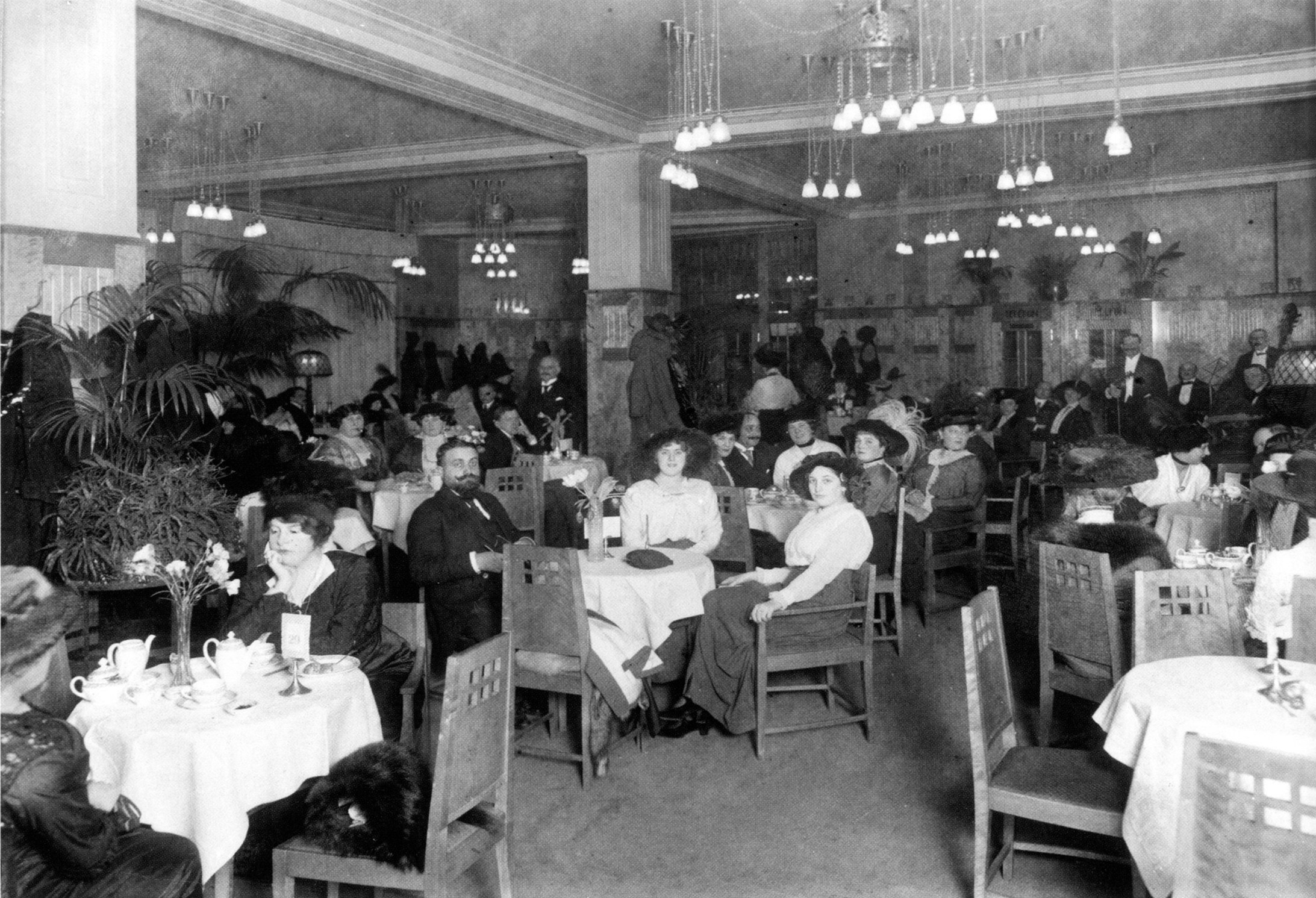
Salón de Te en 1907

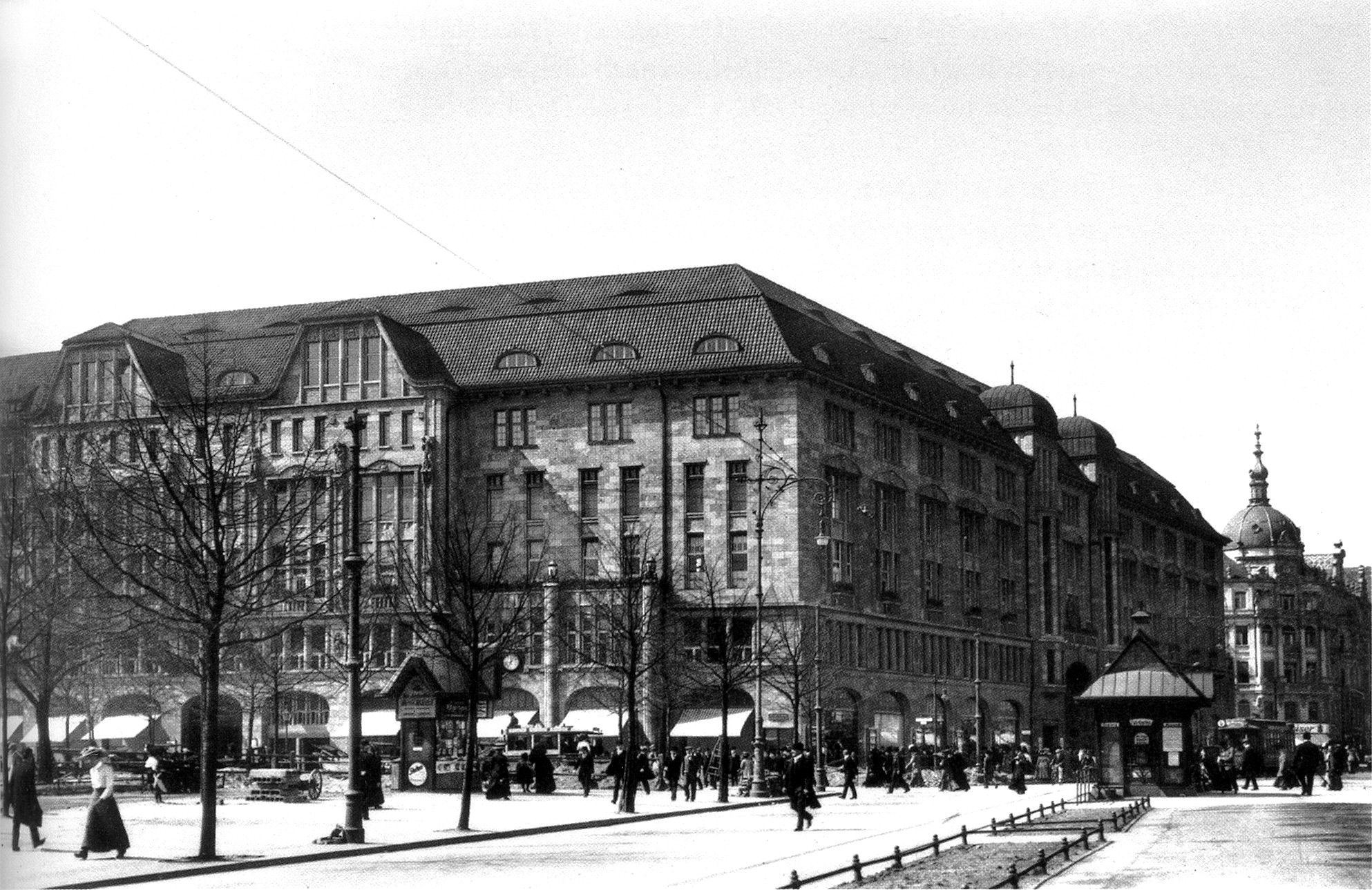
Fachada en 1907

El Kaufhaus des Westens /'kaʊfˌhaʊs dəs vɛstəns/ ("Grandes Almacenes del Oeste" en alemán; conocido a menudo con el acrónimo KaDeWe) es un centro comercial ubicado en la calle Tauentzienstraße, en Schöneberg, Berlín, Alemania.
Es el más famoso de Alemania y, con más de 60.000 m² de superficie útil, el más grande de la Europa Continental. Rivalizó con Harrod's (1849) de Londres, las Galerías Lafayette (1893) y Breuninger (1881) de Stuttgart.
Posee el departamento de delicatessen más grande de Europa. Creado en 1905, en la actualidad es propiedad de la cadena Karstadt, integrada en el grupo empresarial Arcandor AG.
El KaDeWe fue inaugurado en 1907 por Adolf Jandorf, en el momento de su inauguración contaba con 24.000 m² y 5 pisos. 
Durante la Segunda Guerra Mundial fue destruido casi por completo al estrellarse un avión estadounidense contra el edificio. 
En 1950 fue reconstruido parcialmente y reinaugurado. Luego se convirtió en un símbolo del "milagro económico alemán".

## Robo impune
En 2007 se efectuó un crimen en el KDW, alguien entró a través de una ventana de la primera planta, y robó en una joyería relojes y joyas por valor de unos 5 millones de euros, sin que en ningún momento saltaran las alarmas. 
La policía encontró un guante con restos de ADN suficiente como para saber a quien pertenecía. Pero resultó pertenecer a uno de dos hermanos gemelos (univitelinos), ambos con pruebas y testigos para demostrar que el día del crimen estaban fuera de Berlín. De todas maneras, la policía no podía continuar con la investigación hacia ninguno de los dos hermanos, ya que de un modo ingenioso, no podían encarcelar a ninguno de los dos, puesto que el ADN de ambos es igual, no pueden saber a cual de los dos pertenece el guante encontrado en la escena del crimen, y no es posible encarcelar a alguien inocente.